# Pascal Dion
Pascal Dion (ur. 8 sierpnia 1994 w Montrealu) – kanadyjski łyżwiarz szybki specjalizujący się w short tracku, złoty i brązowy medalista igrzysk olimpijskich, wicemistrz świata.
W 2015 roku podczas zimowej uniwersjady w Grenadzie zajął czwarte miejsce w biegu na 1500 m, szóste w sztafecie i 34. w biegu na 1000 m. W 2018 roku został wicemistrzem świata w biegu sztafetowym podczas czempionatu w Montrealu.
Wziął udział w igrzyskach olimpijskich w Pjongczangu w 2018 roku. Wystartował w dwóch konkurencjach – zdobył brązowy medal olimpijski w biegu sztafetowym (poza nim w sztafecie wystąpili Samuel Girard, Charles Hamelin i Charle Cournoyer) i zajął dziesiąte miejsce w biegu na 1500 m.
We wrześniu 2019 roku zajął drugie miejsce w wieloboju podczas mistrzostw Kanady w Montrealu. W łącznej klasyfikacji zawodów przegrał wówczas ze Stevenem Dubois.
W 2022 roku uczestniczył w zimowych igrzyskach olimpijskich w Pekinie. Na nich wywalczył złoty medal w konkurencji biegu sztafetowego (razem z Charlesem Hamelinem, Stevenem Dubois, Jordanem Pierre-Gillesem i Maxime Laoun). Poza tym brał udział w konkurencjach biegowych na dystansie 1000 i 1500 metrów, gdzie zajął odpowiednio 12. i 18. pozycję, jak również w konkurencji sztafety mieszanej, gdzie kanadyjski zespół z jego udziałem zakończył zmagania na 6. pozycji.